# Музыка айнов

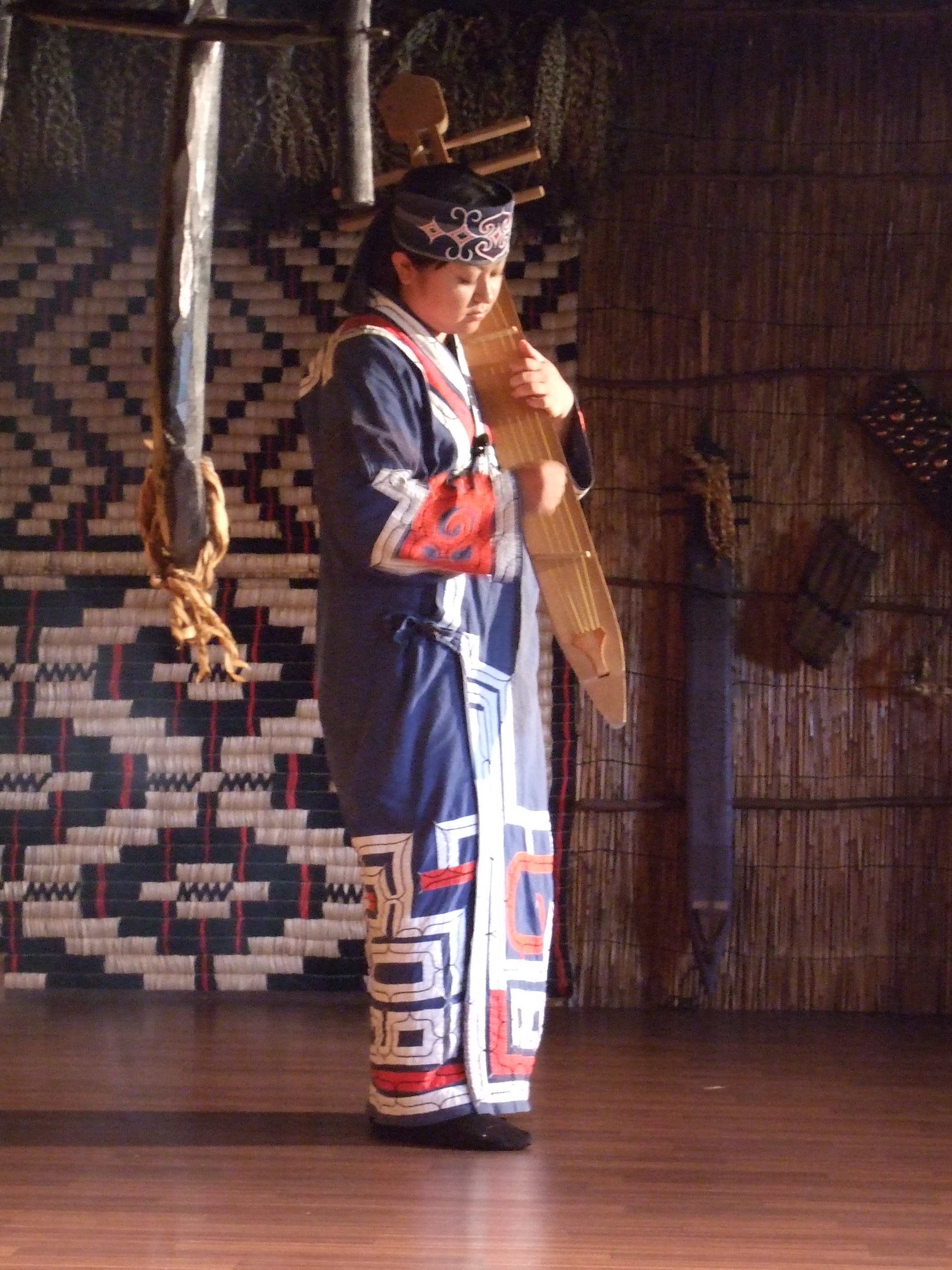
Женщина играет на традиционном инструменте тонкори

Музыка айнов — музыкальная традиция народа айнов северной Японии.
Устная традиция айнов включает в себя различные жанры, среди которых наиболее распространены упопо, бытовые песни, часто сопровождаемые традиционными инструментами айнов, и юкар, форма ритмической эпической поэзии, часто поддерживаемая ударными инструментами.
Поскольку айны никогда не имели письменной культуры, музыка служит важнейшим источником понимания повседневной жизни, традиций и обычаев этого народа. Именно песенное творчество является одним из основных направлений по поддержанию самобытности айнов.

## Традиционные музыкальные жанры айнов
Устная традиция айнов включает в себя множество жанров, но несмотря на различные формы исполнения и сюжеты, почти все они неразрывно связаны с религиозными взглядами и считаются сакральными. Можно условно выделить два основных вида устного творчества: бытовые песни и эпические сказания.

### Упопо
Бытовые песни (упопо) свободно пелись в любой подходящей обстановке и часто носили характер импровизации. Сюжет этих произведений вращался вокруг охоты, собирательства, игр и другой повседневной деятельности. В некоторых случаях акт пения сам по себе используется в качестве игры, например, в соревнованиях по рекукаре (горловое пение айнов) между женщинами. К бытовому творчеству относятся колыбельные айнов с разнообразными звукоподражаниями. Бытовые песни не лишены религиозного значения. Например, такие песнопения, как кар упопо (песня о создании сакэ) и июта упопо (песня молота) являются не трудовыми, а скорее обрядовыми, так как исполнялись в целях защиты от злых духов во время работы. Короткие, повседневные песни также служили молитвами и исполнялись перед едой, после рыбалки, чтобы попросить удачи на охоте и во многих других ситуациях.

### Юкар
Эпические песни айнов, юкар, исполняются в форме монолога. Песни воспроизводились исключительно по памяти и, как правило, в «неформальной» обстановке. Юкар имеют более строгую стилистическую форму, чем упопо и не сопровождаются музыкальными инструментами, хотя порой и певец, и слушатель могут постукивать по очагу или полу, чтобы помочь удержать ритм и акцентировать внимание на рассказе. Также есть сведения, что эти эпопеи пели лежа, отбивая такт по животу, но эта практика исчезла в безвестности. Юкар как жанр неоднороден и принимает самые различные формы. Согласно Дональду Филиппи, эпические песни айнов можно поделить на категории как на основе сюжета, так и по стилистическим отличиям.
В сюжетах Филиппи выделяет следующие группы: мифические эпосы, в которых рассказываются про божеств (камуй), и героические эпосы, описывающие подвиги и приключения культурных героев айнов. Повествование в мифических юкар ведется с точки зрения либо человека наблюдателя, либо от первого лица самого божества, что является отличительной чертой айнского эпоса.
Стилистически, эпопеи можно разделить на два типа. Некоторые эпические песни содержат хронологическое изложение той или иной истории, с четко выделяемыми главными персонажами и сюжетом, в то время как другие, которые Филиппи называет «пародиями», не имеют четкой структуры и хронологического порядка. Такие юкар встречаются очень редко и описывают необъяснимые явления, сны.

## Инструменты
Самые распространенные музыкальные инструменты айнов — это тонкори и муккури. Благодаря усилиям выдающихся музыкантов и активистов организаций по сохранению айнской культуры, оба пользуются популярностью в настоящее время. Существовали и другие инструменты, но в современных постановках они практически не используются.

### Тонкори

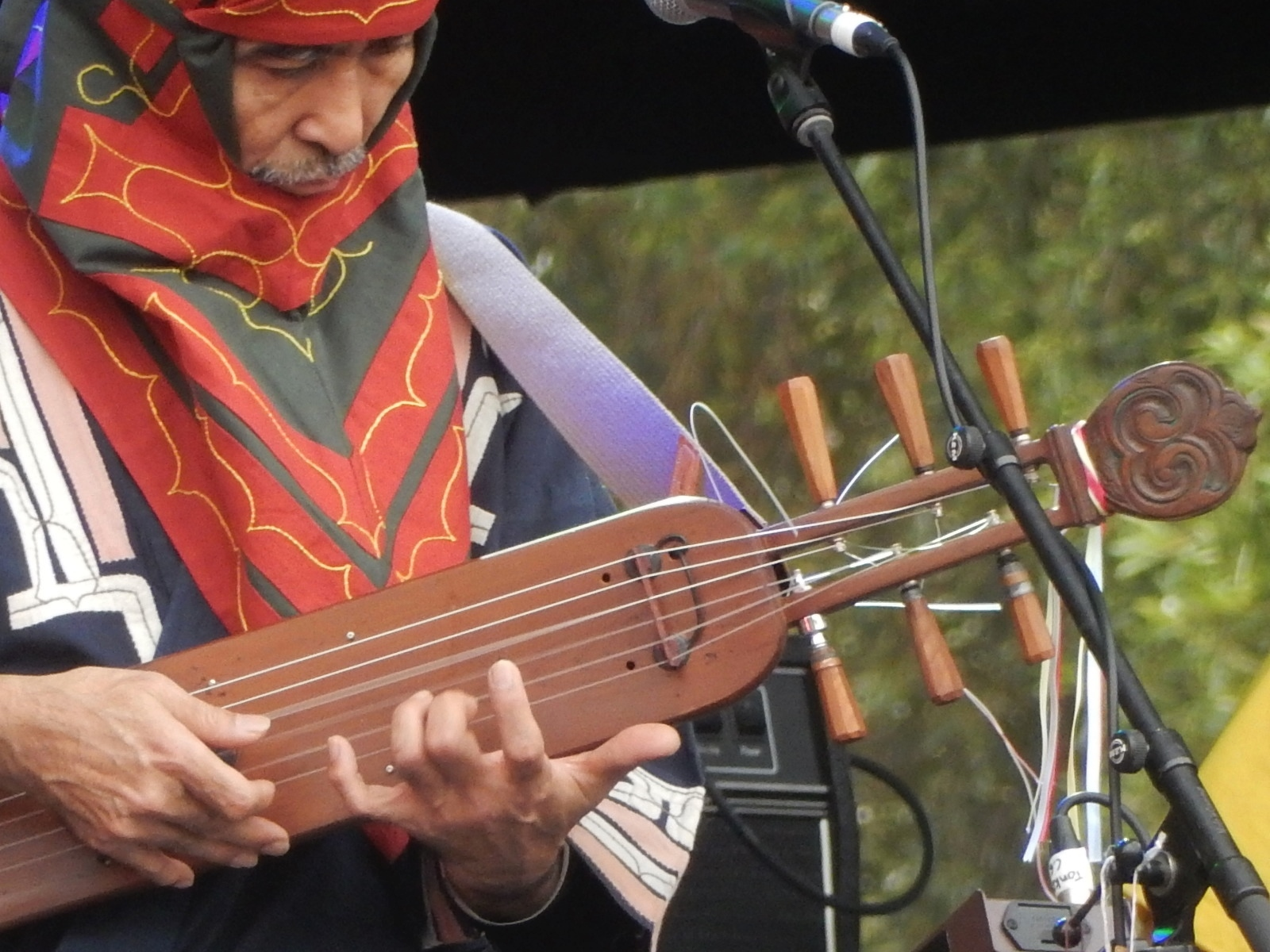
Игра на тонкори

Тонкори — струнный щипковый инструмент, имеющий удлиненный, сужающийся книзу деревянный корпус. Обычно у тонкори пять струн, но в прошлом встречались и шестиструнные образцы. Этот музыкальный инструмент имеет явно выраженную антропоморфность, что характеризует бытование тонкори как живого существа в культурном сознании айнов. На этом инструменте играют как мужчины, так и женщины, и обычно они служат музыкальным сопровождением эпических песен юкар, танцев и ритуалов.

### Муккури

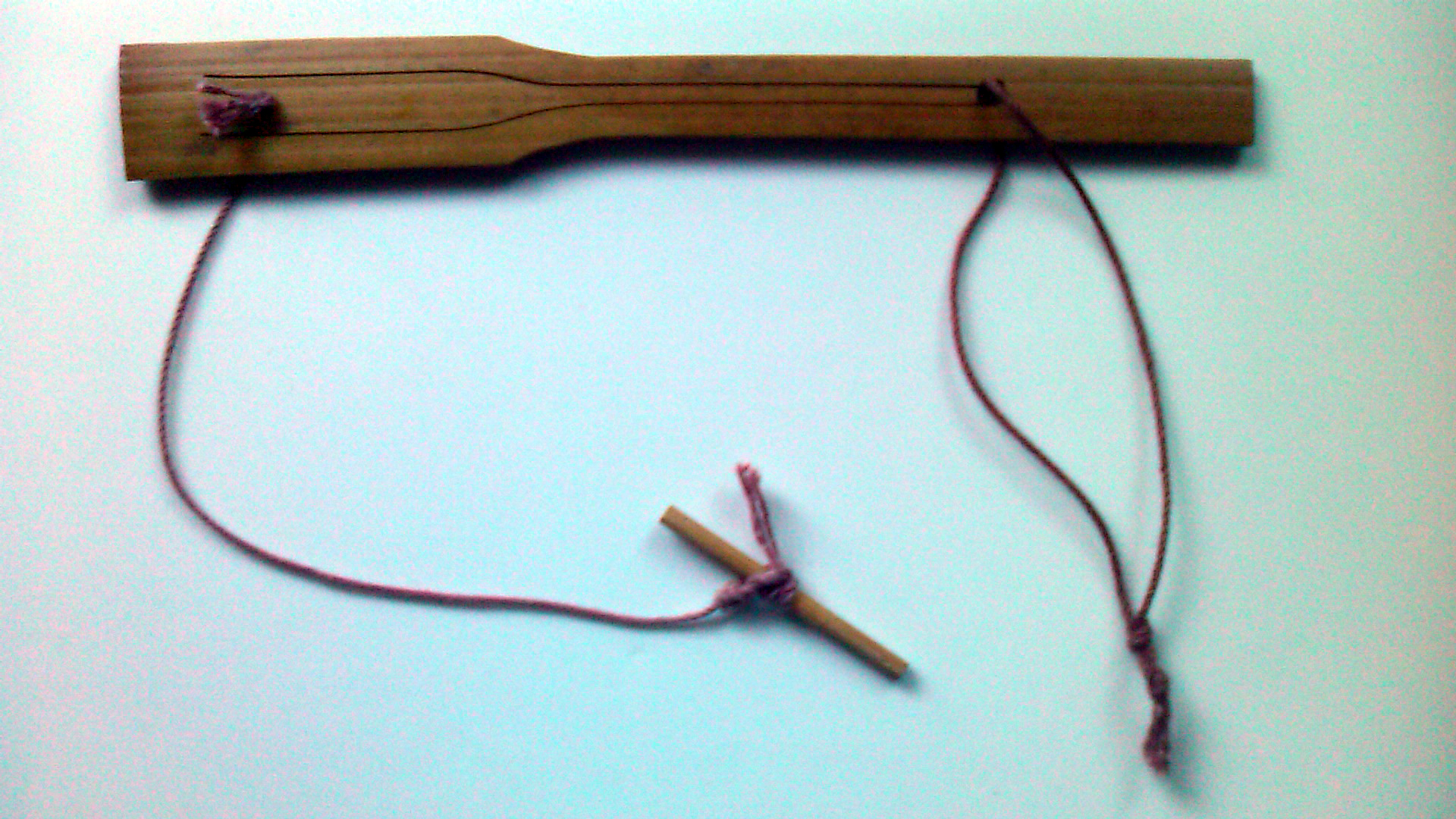
Муккури

Муккури — типичный варган, встречающийся во многих культурах мира. Айны знали варганы двух видов: из бамбука и из металла (канимуккур). Звук воспроизводится с помощью колеблющегося в проёме рамки язычка, приводимого в движение пальцем или дёрганием за нитку. Устанавливая такой инструмент у рта, исполнитель может менять тональность звука постепенно открывая и закрывая ротовую полость.

### Како
Како — ударный инструмент с мембраной (обычно из кожи животных), похожий на бубен, который использовался в качестве аккомпанемента для эпических сказаний юкар или ритуалов.

### Парарайка
Инструмент широко распространен у курильских айнов. Он имеет три струны и происходит от русской балалайки.

### Духовые
Духовые инструменты в айнской культуре представлены несколькими разновидностями флейт. Одна из них имела форму прямой, расширяющейся от одного конца к другому трубки, которую делали из скрученной коры орехового дерева или сакуры (айнск. нэськоникарип, нэськоникарэф). Такими флейтами пользовались айны Хоккайдо и Сахалина. У айнов были и бамбуковые флейты, называвшиеся на Хоккайдо топ (так же, как и бамбук), тирэктэ-топ (тирэктэ, рэктэ — «играть»), а также флейты из какалии копьевидной, известные у хоккайдских айнов как тирэктэкуттар.

## Упадок и возрождение музыкальной традиции айнов
Давление на культурное развитие айнов оказывало японское государство. Правительство периода Токугава в 1799 году запретило айнский язык, музыку и ритуалы (включая церемонию жертвоприношения медведя — иёмантэ) в попытке полностью ассимилировать коренной народ, что в условиях отсутствия у айнов письменности привело к вырождению многих музыкальных обычаев. Попытки окончательно избавиться от любого проявления их культурной самобытности существовали в правительстве вплоть до 20 века. Например, в одном из руководств по железнодорожному туризму, опубликованном в 1941 году, была включена статья о том, что айны, забывшие свой «варварский» быт и язык, с радостью восприняли перепись населения и теперь стремятся стать полноправными гражданами Японии. Хотя содержание подобных выдержек указывает на успешную ассимиляцию айнов с японским населением, само существование таких статей опровергает эту идею, ведь на момент их написания культурных различий было достаточно, чтобы составлять туристические маршруты по Хоккайдо с айнской тематикой.
Такое противоречие характерно для отношения японского правительства к айнам в целом. Правительство также организовало культурные шоу с песнями и танцами айнов в качестве достопримечательности. Представления включали в себя ритуальные и молитвенные песни, особое внимание уделялось тем, что связаны с праздником иёмантэ. Выступления повторялись несколько раз в день для групп туристов. Сигеру Каяно, ведущая фигура в национальном движении айнов в современной Японии, в своей автобиографической книге «Our Land Was a Forest: An Ainu Memoir» упоминал подобные мероприятия, отмечая, что айны воспринимали их как ярко выраженный акт дискриминации. По сути, правительство поощряло только те аспекты культуры айнов, которые были выгодны для туризма.
Со второй половины 20-го века траектория развития культуры и сохранения культурного наследия айнов приобрела благоприятный характер. По большей части это связано с международным «трендом» толерантности, который оказывал сильное влияние на молодые поколения японцев. Интенсивное культурное возрождение и восстановление идентичности айнов как обособленной социальной группы началось в 1960-х и 1970-х годах. Большая часть мероприятий, осуществляемая силами как самих айнов, так и активистов, проводилась в рамках культурных программ по ознакомлению с историей, верованиями и творчеством айнов. В 1980-х годах начали проводить специальные фестивали, приуроченные к традиционным праздникам айнов, что выступило новым толчком для поднятия уровня культурного единства. Ритуалы и праздники, которые стали регулярными впервые за многие годы, позволяли айнам собираться вместе, узнавать о утерянных традициях и делиться сохранившимися сказаниями, легендами и песнями.
6 июня 2008 г. японский парламент признал айнов самостоятельным этносом. Хотя с практической точки зрения это не оказало существенного влияния на их положение, но в определённой мере способствовало активизации айнских ассоциаций, что привело к улучшению благосостояния айнов, сохранению и восстановлению фольклора, в особенности устного и музыкального творчества.

## Современные исполнители

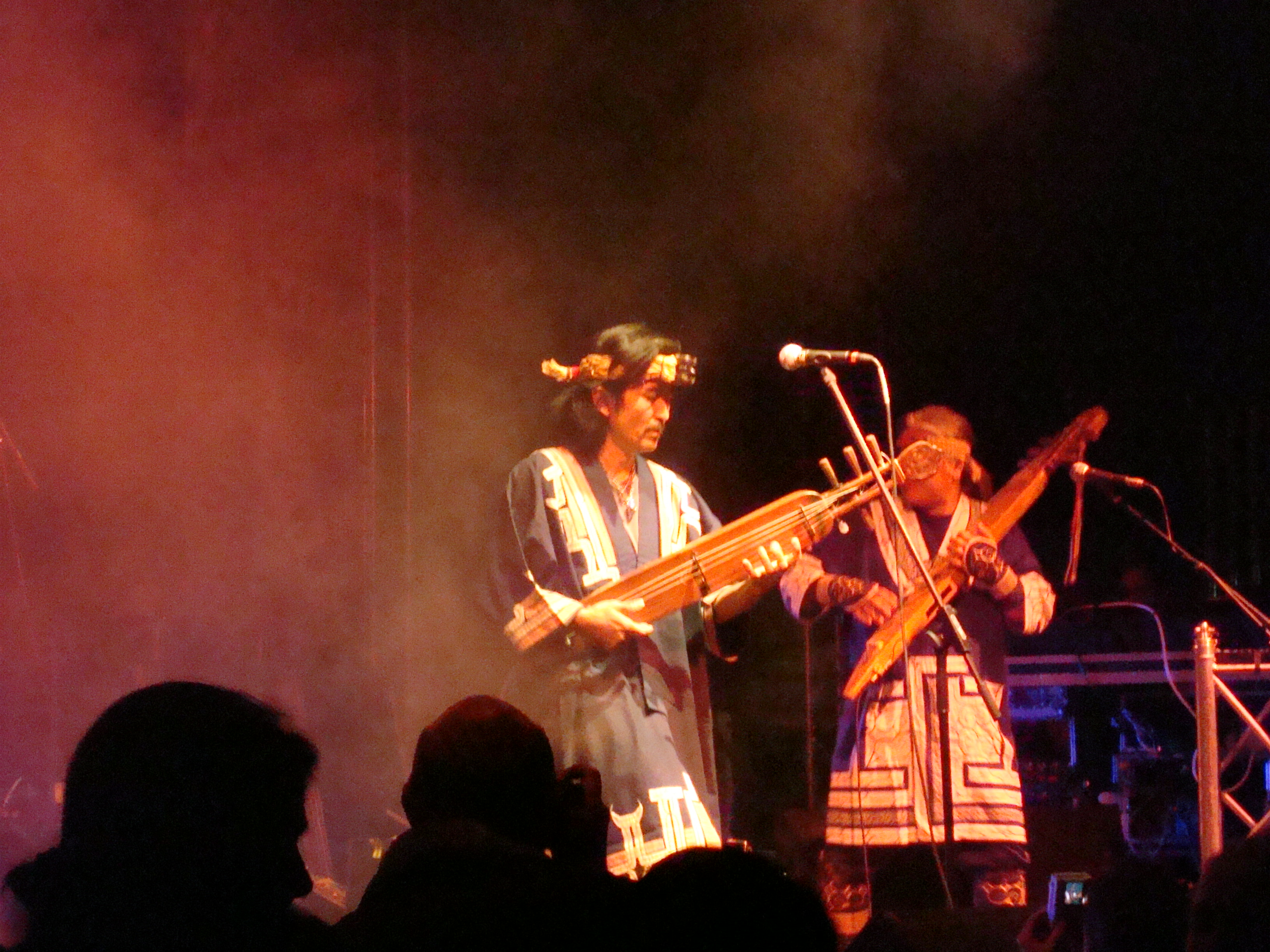
Выступление Oki 6 июля 2007 г.

Самый известный современный исполнитель музыки айнов — KANNO OKI (более известный как OKI). Совмещая традиционные инструменты, сюжеты и язык айнов с вестернизированным звучанием гитар и барабанов, он снискал популярность у молодого поколения. Среди творчества OKI есть и более аутентичные работы, передающее оригинальное звучание айнской музыки и песен юкар и упопо. Также популярностью пользуются следующие современные музыкальные коллективы — Marewrew, IMERUAT, Hare Daisuke и другие.
Распространение айнского устного и музыкально творчества активно проводится через интернет платформы. Фонд айнской культуры (The Foundation for Ainu Culture) ведет канал на Youtube, на котором выкладываются видео с анимированными сюжетами айнских песен и сказок, сопровождаемыми традиционными музыкальными инструментами и вокалом в двух вариантах — на айнском и японском языках.